# Droga wojewódzka 298
Die Droga wojewódzka 298 ist eine Woiwodschaftsstraße in der polnischen Woiwodschaft Niederschlesien. Die Straße beginnt nördlich von Kłobuczyn (Klopschen) und verläuft über Wierzchowice (Würchwitz) nach Zabłocie (Stumberg), wo sie sich mit der Droga krajowa 12 trifft. Die DW 298 hat eine Gesamtlänge von lediglich vier Kilometern.